# Lagarto
Lagarto – miasto i gmina w Brazylii, leży w stanie Sergipe. Gmina zajmuje powierzchnię 968,92 km². Według danych szacunkowych w 2016 roku miasto liczyło 103 188 mieszkańców. Położone jest około 70 km na zachód od stolicy stanu, Aracaju, oraz około 1400 km na północny wschód od Brasílii, stolicy kraju. 
W 2014 roku wśród mieszkańców gminy PKB per capita wynosił 12 124,97 reais brazylijskich.